# Флаг Бердянска
Флаг Бердянска (укр. Прапор Бердянська) — один из официальных символов города Бердянск Запорожской области Украины. Утверждён 27 июля 1999 года.
До этого времени город не имел своего флага. Депутатский корпус четырнадцатого созыва утвердил кроме флага ещё и герб города.

## Описание флага
Флаг представляет собой полотнище синего цвета, с соотношением сторон (длины к ширине) 1,35:1, с белым кругом, диаметр которого составляет 0,38 ширины.
В центре флага находится полный герб города, выполненный в установленной цветовой гамме, и волнистая линия жёлтого цвета, ширина которой составляет 0,033 ширины полотнища, проведённая от центра к боковым сторонам полотнища и разделяющая флаг на две равные части.